# Muhammad asch-Schaich al-Mahdi
Abu Zakaria Muhammad asch-Schaich al-Mahdi (arabisch أبو زكرياء محمد الشيخ المهدي, DMG Abū Zakariyāʾ Muḥammad aš-Šayḫ al-Mahdī; † 1505) war der erste Sultan der Wattasiden von Marokko (1465–1505)
Muhammad asch-Schaich al-Mahdi gehörte dem Berber-Clan der Wattasiden an, die seit Mitte des 14. Jahrhunderts als Wesire die Meriniden fast völlig entmachtet hatten. Als sich  der Merinidensultan Abdalhaqq II. 1458 durch ein Massaker der Dominanz der Wattasiden zu entledigen suchte, gelang nur Muhammad asch-Schaich al-Mahdi mit einem Bruder die Flucht nach Nordmarokko. Dort sammelte er in Asilah Truppen für den Kampf gegen den Sultan. Nach Abdalhaqqs Ermordung (1465) beanspruchte Muhammad die Herrschaft in Marokko und konnte diesen Anspruch mit der Unterwerfung des Imamat von Fès 1472 auch durchsetzen. Um Fes unterwerfen zu können, musste er allerdings 1471 mit Portugal einen Waffenstillstand abschließen und dessen Eroberungen (u. a. Tanger) anerkennen. 
Trotz des Waffenstillstandes nutzte Portugal die Schwäche des Landes aus und besetzte alle Atlantikhäfen, um die Kontrolle über den marokkanischen Handel zu erringen. Nach 1497 begann auch Spanien seinerseits die Häfen an der marokkanischen Mittelmeerküste zu besetzen – so wurde beispielsweise Melilla erobert. All diesen Eroberungen konnte kaum Widerstand entgegengesetzt werden.
Die Passivität der Wattasiden gegenüber Portugal führte zu erheblichem Missmut innerhalb der Bevölkerung. Allerdings muss anerkannt werden, dass ein Kampf gegen Portugal kaum erfolgreich geführt werden konnte. Zwar wurde Muhammad asch-Schaich im ganzen Land formal als Herrscher anerkannt, seine Autorität bei den Berberstämmen war aber nur gering. Nur in Nordmarokko und in den großen Städten konnten die Wattasiden ihren Einfluss zumindest teilweise durchsetzen.
Nachfolger von Muhammad asch-Schaich al-Mahdi wurde sein Sohn Abdallah Muhammad (1505–1524).